# 伊戈尔·弗拉基米罗维奇·谢尔盖耶夫
伊戈尔·弗拉基米罗维奇·谢尔盖耶夫（俄语：Игорь Владимирович Сергеев，1993年4月30日—），是一名俄罗斯裔乌兹别克斯坦足球运动员，司职前锋，现在效力于泰超球队BG巴吞聯。

## 俱乐部生涯
2011年，谢尔盖耶夫在乌兹别克联赛球队塔什干棉农开始职业足球生涯。
2016年7月6日，北京国安宣布谢尔盖耶夫租借加盟球队，租借期为一年。

## 榮譽
塔什干棉農
- 烏茲別克超級足球聯賽冠軍 : 2012, 2014, 2015, 2019
- 烏茲別克盃冠軍 : 2011, 2019

杜保爾
- 哈薩克超級足球聯賽冠軍 : 2021